# Большой погоныш
Большо́й пого́ныш (лат. Zapornia paykullii) — самый крупный представитель рода Zapornia в фауне России. Видовое название дано в честь шведского натуралиста Густава Пайкуля (1757—1826).

## Описание
Спина однотонная оливково-бурая, пестрины на ней отсутствуют. Бока головы, шея и грудь — ярко каштаново-рыжие. На боках тела бурые и белые чередующиеся пестрины. Самка и молодые окрашены более бледно.
По размерам крупнее скворца. Длина тела 200—230 мм. Длина крыла самцов 120—136 мм, длина крыла самок 117—130 мм.

## Распространение
Этот вид отмечен в России, Китае (провинция Хэйлунцзян), Северной Корее, Южной Корее (?). Зимует в Южном Китае, во Вьетнаме, Центральном Таиланде, в Малайзии, на Больших Зондских островах и на Филиппинах.
Вид становится редким из-за сокращения местообитаний. Населяет луговые низины и долины рек в лесной зоне. Биотоп — кочкарниковые, не слишком сырые луга и болота с зарослями кустарников.

## Размножение
Гнездится отдельными парами. Гнездо строится в небольшим углублении, выстланном стеблями травы. Помещается среди густой травы в сухом месте, обычно на кочке. Кладка 6—9 яиц. Их грязновато-белый фон испещрён мелкими светло-охристыми пятнами и точками глубокого фиолетового тона, сгущающимися к тупому концу. Окраска напоминает таковую у яиц пастушка и коростеля.

## Поведение
Активность ночная. По поведению больше похож на коростеля, чем на других погонышей. Быстро бегает в густой траве, небольшие лужи не переплывает, а перелетает. Поднимается в воздух только при большой нужде, при полёте ноги свисают вниз. Голос — короткие металлические дребезжания, сливающиеся в трескучую трель «урррр».

## Питание
Плохо изучено. У 4-х птиц с Имана в желудках обнаружены остатки жуков и моллюсков. В желудках 5 птиц из Южного Приморья найдены кобылки, жуки (водолюбы, долгоносики, мертвоед, жужелицы) и семена вики амурской.